# Arachnodes nosybeensis
Arachnodes nosybeensis är en skalbaggsart som beskrevs av Lebis 1961. Arachnodes nosybeensis ingår i släktet Arachnodes och familjen bladhorningar. Inga underarter finns listade.